# ذالعيبة (الصومعة)

تعديل مصدري - تعديل

ذالعيبة هي إحدى قرى عزلة ال عبيد بمديرية الصومعة التابعة لمحافظة البيضاء، بلغ تعداد سكانها 152 نسمة حسب تعداد اليمن لعام 2004.